# Anicée Alvina
Anicée Alvina, nome d'arte di Anicée Schahmaneche o Shamanesh (Boulogne-Billancourt, 28 gennaio 1953 – Parigi, 10 novembre 2006), è stata un'attrice francese di origini iraniane.

## Biografia
Raggiunse il successo nel 1974 recitando nel film Spostamenti progressivi del piacere di Alain Robbe-Grillet. Lo stesso regista la diresse l'anno successivo in Giochi di fuoco (1975). Nel 1977 interpretò la modella Lucia in Anima persa di Dino Risi. Nel 1973 e nel 1980 posò nuda per la rivista erotica Lui. Morì nel 2006, a 53 anni, di cancro ai polmoni. È sepolta nel piccolo paese di Boncourt, dove abitava dopo il matrimonio.

## Filmografia
- Lei non fuma, lei non beve, ma... (Elle boit pas, elle fume pas, elle drague pas, mais... elle cause!), regia di Michel Audiard (1970)
- Due ragazzi che si amano (Friends), regia di Lewis Gilbert (1971)
- Gli amori impossibili (Le Rempart des Béguines), regia di Guy Casaril (1972)
- I buoni sentimenti stuzzicano l'appetito (Les grands sentiments font les bons gueuletons), regia di Michel Berny (1973)
- Spostamenti progressivi del piacere (Glissements progressifs du plaisir), regia di Alain Robbe-Grillet (1974)
- Paul and Michelle, regia di Lewis Gilbert (1974)
- Giochi di fuoco (Le jeu avec le feu), regia di Alain Robbe-Grillet (1975)
- Le Trouble-fesses, regia di Raoul Foulon (1976)
- Anima persa, regia di Dino Risi (1977)